# IFK Berga
Idrottsföreningen Kamraterna Berga, ofta förkortat med IFK Berga, (även kallad IFK, bara Berga eller Berga Boys) är en svensk fotbollsförening från Kalmar. Föreningen bildades 1933 i stadsdelen Berga i Norra Kalmar. Föreningen har sin hemvist och bedriver sin verksamhet på Bergaviks Idrottsplats, belägen nära vattnet i en vik i nordöstra Kalmar.

## Historik
IFK Berga grundades 1933 i stadsdelen Berga i norra Kalmar. Tidigare har föreningen även bedrivit verksamhet som bordtennis, friidrott samt bandy. Bandy spelades på Bergavikens is fram till 1960-talet där idag Bergaviks IP idag ligger. Vid denna tid spelades fotbollens hemmamatcher på Funkabovallen eller på Gröndals IP där IFK Kalmar numera har sin hemvist.
IFK Bergas A-lag spelade länge i Division 4 men under 2006 spelade laget för första gången till en plats i Division 4 Elit. 2007 gick man vidare till kvalserie till Division 3 men missade uppflyttning med ett måls målskillnad.
Bedriften återupprepades 2008 och denna gången lyckades man ta steget till Division 3 i sista kvalmatchen mot Ryssby IF. 
2013 lyckades man komma på en andra plats i Division 3 och därmed knipa en kvalplats till Division 2 som man slutade med ett historiskt avancemang.
Efter flera säsonger i Division 2 blev klubben erbjudna att 2018 spela i Division 1 då Syrianska IF uteslöts på grund av matchfixning. Berga tackade ja till platsen men tilldelades Syrianskas plats rakt av, vilket betydde att de blev indelad i den norra division 1 serien istället för Södra. Man hörde av sig till samtliga klubbar i Division 1 Södra för att se om någon av dem mer nordligt baserade lagen kunde flytta över till Division 1 Norra, så att Berga (som geografiskt borde ha spelat i den södra) skulle slippa de allra längsta resorna. Men alla klubbar tackade nej och Berga tvingades spela i Division 1 Norra. Vistelsen blev bara ettårig då laget slutade näst sist och säsongen 2021 återfanns man igen i Division 2 Södra Götaland.
Hemmastället är helvitt och bortastället helblått. Målvaktstället är rött, svart och grönt.
Klubben har enbart herr- och pojklag men har samarbete med IFK Kalmar som enbart har dam- och flicklag.
| Seriesegrare Div 5 1938 |  | Lagbild 1939 |
| Seriesegrare Div 5 1938 |  | Lagbild 1939 |

## Ungdomsverksamhet
IFK Berga har sedan 1994 en mycket utpräglad ungdomsverksamhet. Av de 500 av dagens medlemmar i föreningen är 400 barn och ungdomar. Under de senaste säsongerna har flera av föreningens äldsta ungdomsspelare flyttats upp till seniortruppen och fått spela A- och B-lagsfotboll. Säsongen 2021 har klubben förutom A-lag, U19, U17-lag och lag i alla åldrar ned till knattenivå. Samtliga lag tränar och spelar på Bergaviks IP, anläggningen har tre 11-mannaplaner, två gräsplaner och en plastplan, och en större träningsyta som används till 7-manna- och 5-mannaspel. Anläggningen används också av Kalmar Citys A-lag och IFK Kalmars ungdomslag.

## Ligaplaceringar
Ligaplaceringar sedan 2000:
| År         | 2000 | 2001 | 2002 | 2003 | 2004 | 2005 | 2006 | 2007 | 2008 | 2009 | 2010 | 2011 | 2012 | 2013 | 2014 | 2015 | 2016 | 2017 | 2018 | 2019 | 2020 | 2021 | 2022 | 2023 | 2024 |
| ---------- | ---- | ---- | ---- | ---- | ---- | ---- | ---- | ---- | ---- | ---- | ---- | ---- | ---- | ---- | ---- | ---- | ---- | ---- | ---- | ---- | ---- | ---- | ---- | ---- | ---- |
| Division 1 |      |      |      |      |      |      |      |      |      |      |      |      |      |      |      |      |      |      |      |      | 15   |      |      |      |      |
| Division 2 |      |      |      |      |      |      |      |      |      |      |      |      |      |      |      | 4    | 10   | 8    | 4    | 2    |      | 4    | 2    | 7    | 15⬇️ |
| Division 3 |      |      |      |      |      |      |      |      |      | 10   |      | 7    | 4    | 2    | 2    |      |      |      |      |      |      |      |      |      |      |
| Division 4 | 4    | 5    | 9    | 8    | 7    | 3    | 9    | 3    | 2    |      | 1    |      |      |      |      |      |      |      |      |      |      |      |      |      |      |

| = Uppflyttade |  | = Nedflyttade |  | = Oförändrat |
| ------------- |  | ------------- |  | ------------ |

## Svenska Cupen
Statistik från Svenska Fotbollförbundet (ingen statistik innan 2000):

## Spelare

### Spelartruppen
| Nr | Land    | Pos | Namn               |
| -- | ------- | --- | ------------------ |
| 1  | Sverige | MV  | Oscar Johansson    |
| 3  | Sverige | F   | Oskar Dahlström    |
| 4  | Sverige | F   | Andreras Lundqivst |
| 5  | Sverige | F   | Adel Ziarat        |
| 6  | Sverige | MF  | Armend Mahmutaj    |
| 8  | Sverige | MF  | Gentrit Citaku     |
| 9  | Sverige | A   | Herekol Bayram     |
| 10 | Sverige | MF  | Oskar Engström     |
| 11 | Sverige | A   | Oliver Hansson     |
| 12 | Sverige | MF  | Karzan Eliassi     |

| Nr | Land    | Pos | Namn               |
| -- | ------- | --- | ------------------ |
| 2  | Sverige | F   | Pontus Fredriksson |
| 17 | Sverige | A   | Elias Eliassi      |
| 18 | Sverige | MF  | Jacob Andersson    |
| 20 | Sverige | A   | Jerry Schylström   |
| 21 | Sverige | F   | Anton Maikkula     |
| 22 | Sverige | MV  | Mustaf Nakuja      |
| 31 | Sverige | MV  | Ludvig Jonsson     |
| 99 | Sverige | A   | Peiman Eliassi     |
| 13 | Sverige | F   | Nasrat Shirzad     |

### Ledare
| Position              | Namn           |
| --------------------- | -------------- |
| Huvudtränare          | Ardi Ajeti     |
| Assisterande tränare  | Karzan Eliassi |
|                       |                |
|                       |                |
| Lagledare             | Tommy Nilsson  |
| Målvaktstränare       | Anders Larsson |
| Massör/Första Hjälpen | Irma Rydasp    |
| Sjukvårdare           | Kjell Svensson |